# Balingródek
Balingródek (lit. Balingradas) – wieś na Litwie, w okręgu wileńskim, w rejonie święciańskim, w gminie Maguny.

## Historia
W czasach zaborów miasteczko w gminie Kiemieliszki, w powiecie święciańskim, w guberni wileńskiej Imperium Rosyjskiego. W 1866 liczyło 34 mieszkańców, własność Turcewiczów. W 1905 roku liczyło 40 mieszkańców, 20 dziesięcin, własność Stabrowskiego.
W dwudziestoleciu międzywojennym miasteczko leżało w Polsce, w województwie wileńskim, w powiecie święciańskim, w gminie Kiemieliszki.
W 1931 w 8 domach zamieszkiwały 33 osoby.
Od 1945 roku w Litewskiej Socjalistycznej Republice Radzieckiej.
Od 1990 na niepodległej Litwie.